# Тарараев, Михаил Романович
Михаи́л Рома́нович Тара́раев (23 июля 1911, Пивоварово, Вятская губерния — 1961, Гремячинск, Пермский край) — советский работник угольной промышленности, проходчик шахты № 71-72 треста «Кизелшахтстрой» Пермской области, Герой Социалистического Труда (1948).

## Биография
Родился 23 июля 1911 года в селе Пивоварово (ныне — в Малмыжском районе Кировской области).
Трудовую деятельность начал по окончании сельской школы. Работал на различных шахтах страны, перенимал у опытных шахтёров передовые методы работы, осваивал технику, став опытным мастером проходки.
Когда в годы Великой Отечественной войны правительство СССР приняло решение о сооружении угольных шахт Гремячинского месторождения в Пермской области, Михаил Тарараев стал одним из первых строителей новых шахт Кизеловского угольного бассейна. Бригада, которой он к этому времени руководил, была в числе передовых. При проходке ствола шахты № 71-72 они установили всесоюзный рекорд скорости. Его бригада неоднократно побеждала в социалистическом соревновании среди горнопроходчиков страны.
М. Р. Тарараев продолжал работать на строительстве шахт Гремячинского месторождения, став впоследствии сменным горным техником.
Жил в городе Гремячинске, умер в 1961 году. Его именем названа одна из улиц города.
В ГКБУ «Пермский государственный архив новейшей истории» имеются документы, относящиеся к Михаилу Романовичу Тарараеву.

## Награды
- Указом Президиума Верховного Совета СССР от 28 августа 1948 года за выдающиеся успехи в деле увеличения добычи угля, восстановления и строительства угольных шахт и внедрение передовых методов работы, обеспечивающих значительный рост производительности труда Тарараеву Михаилу Романовичу присвоено звание Героя Социалистического Труда с вручением ордена Ленина и золотой медали «Серп и Молот»[3].
- Также был награждён орденами Трудового Красного Знамени, Знак Почёта и медалями, среди которых «За трудовую доблесть».